# أنطون هانسن
أنطون هانسن هو دراج نرويجي، ولد في 26 نوفمبر 1886 في Glemmen ‏ في النرويج، وتوفي في 1970.

## وصلات خارجية
- أنطون هانسن على موقع أرشيف الدراجات (الإنجليزية)
- أنطون هانسن على موقع إحصائيات الدراجات الإحترافية (الإنجليزية)
- أنطون هانسن على موقع اللجنة الأولمبية الدولية (الإنجليزية)
- أنطون هانسن على موقع أوليمبيديا (الإنجليزية)